# Корсаков, Семён Николаевич
Семён Никола́евич Корса́ков (14 (25) января 1787 — 1 (13) декабря 1853) — русский дворянин, изобретатель механических устройств, «интеллектуальных машин» для информационного поиска и классификации, пионер применения перфорированных карт в информатике. Известен также своими работами по гомеопатии. Племянник адмирала Н. С. Мордвинова.

## Биография
Происходил из старинного дворянского рода Корсаковых. Родился 14 (25) января 1787 года в Херсоне, где его отец Николай Иванович Корсаков был главным строителем. Крещён светлейшим князем Г. А. Потёмкиным-Таврическим и княжной Вяземской. Рано лишившись отца, он, благодаря заботам своей матери Анны Семёновны, урождённой Мордвиновой (1765—1849), получил прекрасное воспитание. Дядя — адмирал Н. С. Мордвинов, заменил Н. И. Корсакову отца.
С. Н. Корсаков участвовал в Отечественной войне 1812 г., а также в Заграничном походе против Наполеона 1813—1814 гг. После войны служил в статистическом управлении Императорского Министерства внутренних дел в Санкт-Петербурге в чине коллежского советника, позже был чиновником по особым поручениям этого министерства. С 19 октября 1837 года — статский советник, с 6 ноября 1842 года — действительный статский советник; в этом чине в 1845 году вышел в отставку.
Был награждён орденами Св. Анны 2-й степени и Св. Владимира 4-й степени с бантом; был кавалером прусского ордена «За заслуги».
Оставив службу, жил в Дмитровском уезде Московской губернии, в имении Тарусово, где скончался 1 (13) декабря 1853 года. Погребён рядом с Тарусово, на кладбище Троица-Вязники.

### Семья
Был женат на Софье Николаевне Мордвиновой (3.3.1797—26.2.1877) имел детей:
- Николай Семёнович (1819—1889), земский деятель; был женат на Наталье Николаевне Муравьёвой, дочери Николая Николаевича Муравьёва-Карсского.
- Анна Семёновна (11.05.1821[6]— ?), крещена 22 мая 1821 года в Морском Богоявленском соборе при восприемстве Надежды Николаевны Мордвиновой.
- Сергей Семёнович (1822—1894), инженер путей сообщения
- Вера Семёновна
- Михаил Семенович Корсаков (1826—1871) — известный русский государственный деятель, был генерал-губернатором Восточной Сибири, членом Государственного совета Российской Империи.
- Наталья Семёновна (1827—1915), была замужем за Павлом Александровичем Бакуниным (1820—1900), сыном А. М. Бакунина и братом М. А. Бакунина.
- Александр Семёнович (1831—1862), адъютант Н. Н. Муравьёва-Карсского, участник взятия крепости Карс (1855).
- Владимир Семёнович

## Интеллектуальные машины
С. Н. Корсаков является пионером русской кибернетики. Основное стремление С. Н. Корсакова — усиление возможностей разума посредством разработки научных методов и специальных устройств. В первой половине XIX века он изобрел и сконструировал ряд действующих механических устройств, функционирующих на основе перфорированных таблиц и предназначенных для задач информационного поиска и классификации:

### Гомеоскоп прямолинейный с неподвижными частями
Гомеоскоп прямолинейный с неподвижными частями представляет собой наиболее простое из всех устройств Корсакова. Пользуясь им, можно найти среди большого числа записей, отображённых в гомеоскопической перфорированной таблице, ту, которая содержит все признаки другой заданной записи.

### Гомеоскоп прямолинейный с подвижными частями
Гомеоскоп прямолинейный с подвижными частями может указывать то же самое, что и гомеоскоп прямолинейный с неподвижными частями, и в дополнение к этому он находит и отделяет из заданной записи все те признаки, которые соответствуют (или не соответствуют) аналогичным признакам других записей в таблице.

### Плоский гомеоскоп
Плоский гомеоскоп аналогично указывает соответствия, имеющиеся у сравниваемых между собой записей, число признаков которых может достигать многих тысяч. С. Н. Корсаков утверждает, что число признаков можно довести до одного миллиона, используя так называемые градуированные стержни. В целом плоский гомеоскоп позиционируется Корсаковым как устройство для обработки больших массивов данных.

### Идеоскоп
Идеоскоп представляет наиболее «хитроумное» из всех пяти устройств, предложенных С. Н. Корсаковым. Идеоскоп одновременно позволяет выполнить исчисление следующих значений:
- множество вообще возможных признаков, отсутствующих в заданной и сравниваемой записях
- множество признаков заданной записи, которых нет в сравниваемой записи из идеоскопической таблицы
- множество общих признаков для заданной и сравниваемой записей
- множество общих наиболее важных признаков
- множество наиболее важных признаков сравниваемой записи из таблицы, которые отсутствуют в заданной записи
- множество признаков сравниваемой записи из таблицы, которые отсутствуют в заданной записи.

### Простой компаратор
Компаратор определяет те же операции с множествами, что и идеоскоп. Преимущество компаратора заключается в том, что признаки сравниваемых идей можно задать непосредственно (динамически) перед началом сравнения, не требуется заранее подготавливать и использовать перфорированные таблицы. Ограничение состоит в том, что за один раз возможно сравнение только двух идей.
В целом, изобретенные С. Н. Корсаковым машины позволяют быстро находить, сравнивать и классифицировать множества информационных записей (идей) по набору многочисленных признаков (деталей). C. Н. Корсаков позиционирует свои машины как усиливающие человеческий разум для одновременного охвата большого количества объектов и их сравнения по множеству признаков. Для реализации своих машин С. Н. Корсаков по существу впервые применил перфорированные карты в информатике. До этого перфокарты использовались в ткацких станках для управления узорами на тканях, причём первое массовое распространение такие станки получили благодаря Жаккарду (1808, Франция) и Наполеону, поспособствовавшему внедрению механизма во Франции. В работах С. Н. Корсакова содержится целый ряд новых для того времени идей, как то: многокритериальный поиск с учётом относительной степени важности различных критериев, способ обработки больших массивов данных, предтеча современных экспертных систем, и даже попытка определить понятие алгоритма.
С. Н. Корсаков предпринял два шага к продвижению своих изобретений. В 1832 г. им была издана брошюра «Начертание нового способа исследования при помощи машин, сравнивающих идеи». По традиции того времени, брошюра была написана на французском языке. В том же году С. Н. Корсаков предпринимает попытку представить свои изобретения на суд Императорской Академии наук в Санкт-Петербурге. Однако С. Н. Корсакову не повезло. Изобретения его не были в должной мере оценены современниками и не получили официальной поддержки. Заключение комиссии содержало ироническое замечание: «Г-н Корсаков потратил слишком много разума на то, чтобы научить других обходиться без разума».
- Таблица данных
- Критерий поиска
- Поиск данных по критерию

## Ретроспектива повторного открытия
В 1961 году М. И. Радовский опубликовал архивные документы Академии наук СССР, относящиеся к прошению Корсакова. В 1980-х годах публикации Радовского привлекли внимание профессора кафедры кибернетики МИФИ Геллия Поварова. Оценка трудов Корсакова впервые была изложена Поваровым в 1982 году на семинаре по искусственному интеллекту, проходившем под руководством Е. А. Александрова в Центральном Доме культуры медицинских работников в Москве.
В 2001 году Поваров опубликовал статью об изобретениях Корсакова в книге «Машинные вычисления в России», изданной в Германии. Вышедшая на английском языке, то есть доступная всему миру, эта публикация явилась реабилитацией незаслуженно забытых работ Корсакова. Первая обширная статья на русском языке об изобретениях Корсакова была опубликована в 2005 году А. Ю. Нитусовым в еженедельнике PC Week/RE. Функционирование машин Корсакова впервые было описано в монографии В. В. Шилова «Логические машины и их создатели», опубликованной в 2008 г. Перевод брошюры Корсакова от 1832 года, написанной по традиции того времени на французском языке, вышел в 2009 году в издательстве МИФИ под редакцией доцента А. С. Михайлова.
Брошюра и её перевод содержат подробное описание функционирования всех пяти изобретенных машин. В статье Михайлова, сопровождающей перевод брошюры Корсакова, приводится попытка интерпретации функционирования машин Корсакова в современных терминах операций с множествами, а также дается указание на предвосхищение Корсаковым ряда современных понятий. Теоретико-множественная интерпретация работы машин Корсакова также обсуждалась на Научной сессии МИФИ-2009. Уже в первой половине XIX века машины Корсакова реализовывали основные операции с множествами, то есть тот самый базис, который и поныне лежит в основе дискретной математики.
Визуализация работы всех пяти «интеллектуальных машин» Корсакова была выполнена на кафедре кибернетики МИФИ.